# Force maritime européenne
La Force maritime européenne (EUROMARFOR ou EMF) est une force maritime multinationale, capable de mener des opérations navales, aéronavales et amphibies, et dont la composition correspond à la mission assignée. 
L’Euromarfor est née en 1995 lorsque la France, l’Italie, le Portugal et l’Espagne ont décidé de créer une force adaptée afin de remplir les missions définies dans la déclaration de Petersberg, telles que le contrôle maritime, les missions humanitaires, les missions de maintien de la paix, les opérations de prévention des crises (patrouilles maritimes, guerre des mines) et de rétablissement de la paix. 
Dédiée en priorité à l’Union européenne (l’EMF fait partie du catalogue des forces de l’Union européenne, avec une capacité de déploiement allant d’une force opérationnelle à un état-major de composante maritime (Maritime Component Command - MCC)), l’Euromarfor peut aussi être déployée dans un cadre OTAN, ou sous mandat d’autres organisations internationales telles que l’ONU, l’OSCE ou tout autre coalition multinationale. 

## Organisation

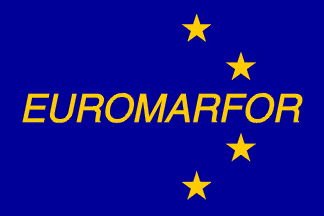
Logo de l'Euromarfor.

Membres de la Force maritime européenne.

La structure de commandement de l’EMF reflète le caractère « non-permanent » de cette force. 
La direction politico-militaire de l’Euromarfor est assurée par le Comité interministériel de haut niveau (High Level Inter-Ministerial Committee – CIMIN), au sommet de l’organisation des Euroforces. Le CIMIN est assisté par le groupe de travail politico-militaire (Politico-Military Working Group - POLMIL WG) qui agit en tant que branche exécutive. Le CIMIN assure la direction politico-militaire de la force au nom des nations membres, établit les conditions d’emploi de l’EMF et transmet les directives au Comeuromarfor. 
En dessous du POLMIL WG, parmi d’autres groupes de travail, se trouve le sous-groupe de travail Euromarfor (EMF Subworking Group - EMF SG), composé de représentants des états-majors de la marine des quatre nations membres. Ce sous-groupe de travail EMF apporte son expertise au POLMIL WG pour toutes les questions concernant le domaine maritime, et exprime l’avis des états-majors de marine respectifs sur des sujets particuliers tels que les procédures d’opération standardisées ou les questions organiques. 
Le commandement opérationnel de la force est assuré par le Comeuromarfor (CEMF), désigné pour une période de deux ans, selon un principe de rotation, parmi les autorités navales nationales des quatre nations membres permanents de l’EMF, soit : 
- l’amiral commandant la Force d'action navale (ALFAN) pour la France,
- l’amiral commandant la Squadra Navale (CINCNAV) pour l’Italie,
- l’amiral commandant Naval (COMNAV) pour le Portugal,
- l’amiral commandant la Flota (ALFLOT) pour l’Espagne.

Le quartier général opérationnel du CEMF est celui de l’autorité navale nationale désignée CEMF, et son état-major est composé à la fois de son état-major national et de la cellule permanente de l’EMF (EMF Permanent Cell - EMFPC). 
La cellule permanente de l’EMF est composée d’un directeur (capitaine de vaisseau) du même pays que le CEMF, de quatre officiers, représentants la France, le Portugal, l’Italie et l’Espagne, de deux officiers observateurs grecs et turcs, et d’un secrétaire. 
Lorsque la Force est activée (exercice ou opération réelle), l’on retrouve trois niveaux de commandement :
- au niveau stratégique, le Comité interministériel de haut niveau, composé des quatre chefs d’état-major des armées (Chief of Defense Staff – CHODs) et des directeurs politiques des ministères des Affaires étrangères;
- l’amiral commandant l’Euromarfor  (Comeuromarfor  - CEMF) au niveau opérationnel;
- le commandant du Comgrueuromarfor au niveau tactique, subordonné à Comeuromarfor.

COMGRUEUROMARFOR est désigné par le CIMIN au moment de l’activation de la Force.

## Activation de l’Euromarfor
L’Euromarfor est une force maritime multinationale non permanente qui, aujourd’hui constituée de quatre nations, reste ouverte aux autres nations de l’Union européenne. 
En fonction de la nature de la mission, la taille de la Force peut varier d’un petit groupe de bâtiments (task group) à une force opérationnelle constituée de porte-avions, de bâtiments d’escorte et de soutien, ou d’une force amphibie, si la mission l’exige. Pour chaque mission, la taille et l’organisation de la Force sont décidées par accord commun des quatre nations. De plus, des bâtiments non-Euromarfor peuvent intégrer la Force, qu’il s’agisse de missions d’entrainement ou d’opérations réelles. 
L’Euromarfor est une force de réponse, adaptée à la mission confiée, qui peut être activée en cinq jours à partir de la réception de l’ordre d’activation. 

## Historique
L’Euromarfor est née de la signature de la déclaration de Petersberg, en juin 1992, par les ministres des Affaires étrangères des pays de l’Union européenne.
Après un processus de consultations débuté en 1993, la France, l’Italie, l’Espagne et le Portugal décident de la création des euroforces (dont l’Euromarfor est la composante maritime, tandis que l’Eurofor est la composante terrestre) et signent la déclaration de Lisbonne, le 15 mai 1995. 
Depuis sa création en 1995, l’Euromarfor a évolué et démontré ses capacités. 
En 2001, des officiers grecs et turcs ont rejoint la cellule permanente de l’EMF  avec le statut d’observateurs, démontrant ainsi l’intérêt porté par ces deux nations à l’Euromarfor. 
Les périodes à la mer se sont multipliées au fil des ans, et l’implication de l’Euromarfor dans des opérations réelles s’en est trouvée accrue (depuis sa création l’EMF a participé à trois opérations réelles). 
Tout d’abord l’EMF a participé à l’opération « Coherent Behaviour » en Méditerranée orientale. Cette opération a été menée de manière autonome, sous mandat des nations signataires de la déclaration de Lisbonne. Durant deux mois (octobre, novembre 2002) l’EMF a opéré des missions de recueil du renseignement, de surveillance et de reconnaissance, en étroite collaboration avec les forces de l’OTAN déployées dans la même zone dans le cadre de l’Opération Active Endeavour. 
À compter de 2003, l’EMF est à nouveau engagée dans une opération réelle. Elle prend part à l’Opération Enduring Freedom, et apporte sa contribution à la lutte contre le terrorisme en océan Indien. Sous le nom de code  « Resolute Behaviour » l’EMF participe à l’Opération Enduring Freedom de janvier 2003 à décembre 2005. Au cours de cette période, l’Euromarfor assume le commandement de la Combined Task Force 150 durant 12 mois. La durée significative de la mission et l’éloignement de la zone d’opération démontrent la volonté des nations de l’EMF de contribuer, au côté de la communauté internationale, à la lutte globale contre le terrorisme. Cette mission a par ailleurs permis de promouvoir l’Euromarfor, en démontrant sa capacité à participer et à commander une opération sur n’importe quelle mer du monde. 
Durant cette même période, le rythme soutenu des exercices, les « EMF Tours » et les exercices de coopération avec les pays du sud de la Méditerranée ont permis de développer plus encore la visibilité de l’Euromarfor et de renforcer sa reconnaissance internationale.  
Pour troisième fois, l’Euromarfor a été déployée en opérations réelles, cette fois dans le cadre de l’opération MTF UNIFIL (sous mandat onusien) au large du Liban afin d’assumer le commandement de la Maritime Task Force 448 durant une année entière, de mars 2008 à février 2009. Ce déploiement a démontré une fois encore la flexibilité de l’EMF et sa capacité à travailler sous le commandement de diverses organisations. C’est un déploiement historique car pour la première fois dans son histoire, l’ONU commandait une opération maritime, mais aussi car c’était le premier déploiement Euromarfor sous commandement militaire de l’ONU.
Plus récemment, depuis le 6 décembre 2011, l’Euromarfor est déployée dans l’opération Atalante, et apporte sa contribution à la lutte contre la piraterie en océan Indien, c’était le premier déploiement Euromarfor sous commandement militaire de l’Union européenne.
Depuis sa création, l’Euromarfor a été activée pendant un total de 62 mois dans le cadre d’opérations réelles.

### Dates clés de l’Euromarfor
| Dates                                                | Notes |
| ---------------------------------------------------- | --- |
| 19 juin 1992                                         | Déclaration de Petersberg. Établissement du concept de « force de réponse » de l’Europe de l'Ouest. |
| 7 septembre 1992                                     | Les ministres de la Défense français, italien et espagnol développent le concept de force maritime européenne pré-structurée.                                                                           |
| 15 mai 1995                                          | Les ministres de la Défense et des Affaires étrangères français, italiens, portugais et espagnols signent à Lisbonne l’acte fondateur de deux structures de forces européennes (Euromarfor et Eurofor). |
| 2 octobre 1995                                       | L’amiral espagnol Acedo Manteola est désigné en tant que premier commandant de l’Euromarfor. |
| 23 avril 1996                                        | Première activation de l’Euromarfor dans le cadre de l’exercice EOLO 96. |
| 1er octobre 2002 - 30 novembre 2002 (total : 2 mois) | Première activation de l’Euromarfor dans le cadre d’une opération réelle Coherent Behaviour (en Méditerranée orientale).                                                                                |
| 14 janvier 2003 - 12 décembre 2005 (total : 28 mois) | Seconde activation de l’Euromarfor dans le cadre d’une opération réelle Resolute Behaviour (en Océan Indien).                                                                                           |
| 26 – 30 novembre 2007                                | Activation de l’Euromarfor Task Group pour un exercice de coopération avec l’Algérie Multicooperative Exercise 2007                                                                                     |
| 29 février 2008 - 28 février 2009 (12 mois)          | Troisième activation de l’Euromarfor dans le cadre d’une opération réelle Impartial Behaviour (Méditerranée orientale – côtes libanaises).                                                              |
| 23 – 27 septembre 2010                               | Activation de l’Euromarfor Task Group pour un exercice de coopération avec le Maroc Multicooperative Exercise 2010                                                                                      |
| 6 décembre 2011 – 6 aout 2013                        | Quatrième activation de l’Euromarfor dans le cadre d’une opération réelle Opération Atalanta (en Océan Indien).                                                                                         |
| 6 décembre 2013 – 6 avril 2014                       | Cinquième activation de l’Euromarfor dans le cadre d’une opération réelle Opération Atalanta (en Océan Indien).                                                                                         |

### Commandant de la Force maritime européenne
| Début de mandat   | Grade                 | Identité                     | Pays     |
| ----------------- | --------------------- | ---------------------------- | -------- |
| 2 octobre 1995    | Almirante             | Manuel Acedo Manteola        | Espagne  |
| 7 octobre 1996    | Vice-amiral d’escadre | Philippe Durteste            | France   |
| 22 octobre 1997   | Ammiraglio di Squadra | Umberto Guarnieri            | Italie   |
| 14 février 1998   | Ammiraglio di Squadra | Paolo Giardini               | Italie   |
| 9 octobre 1998    | Vice-Almirante        | Reis Rodrigues               | Portugal |
| 14 octobre 1999   | Almirante             | Francisco Rapallo Comendador | Espagne  |
| 14 septembre 2001 | Ammiraglio di Squadra | Quinto Gramellini            | Italie   |
| 16 septembre 2003 | Vice-amiral d'escadre | Alain Dumontet               | France   |
| 20 septembre 2005 | Almirante             | Angel Tello Valero           | Espagne  |
| 31 aout 2006      | Almirante             | Fernando Armada Vadillo      | Espagne  |
| 17 septembre 2007 | Ammiraglio di Squadra | Giuseppe Lertora             | Italie   |
| 29 avril 2009     | Ammiraglio di Squadra | Luigi Binelli Mantelli       | Italie   |
| 15 septembre 2009 | Vice-Almirante        | José Saldanha Lopes          | Portugal |
| 28 novembre 2010  | Vice-Almirante        | José Monteiro Montenegro     | Portugal |
| 15 septembre 2011 | Amiral                | Xavier Magne                 | France   |
| 18 septembre 2013 | Almirante             | Santiago Bolíbar Piñeiro     | Espagne  |
| 19 septembre 2019 | Vice-amiral d'escadre | Jean-Philippe Rolland        | France   |
| 1er août 2020     | Vice-amiral d'escadre | Xavier Baudouard             | France   |